# Coronadite
La coronadite (simbolo IMA: Cor) è un minerale piuttosto comune del supergruppo dell'hollandite e del gruppo della coronadite appartenente alla classe minerale degli "ossidi e idrossidi" con composizione chimica Pb(Mn4+6Mn3+2)O16.

## Etimologia e storia
Il minerale fu scoperto nel 1904 da W. Lindgren e W.F. Hillebrand nella miniera di Coronado in Arizona [Stati Uniti). Nel 1923, l'esistenza del minerale come specie indipendente fu messa in discussione da Ernst Emerson Fairbanks, secondo la cui teoria la coronadite era una miscela di hollandite e un altro minerale sconosciuto. Tuttavia, questo non ha potuto essere confermato, per cui il minerale è ora considerato indipendente e riconosciuto.
La miniera in cui è stata trovata la coronadite prende il nome dal conquistador spagnolo Francisco Vasquez de Coronado (1500-1554), che scoprì ed esplorò il sud-ovest dell'America. Pertanto, non è chiaro se il minerale prenda il nome dallo stesso scopritore o dalla località tipo la miniera di Coronado.
Il minerale è stato scoperto prima della fondazione della CNMNC ed è quindi tutelato e considerato grandfathered (G).

## Classificazione
La nona edizione della sistematica minerale di Strunz, aggiornata dall'Associazione Mineralogica Internazionale (IMA) fino al 2009, classifica la coronadite nella classe "4. Ossidi (idrossidi, V[5,6] vanadati, arseniti, antimoniti, bismutiti, solfiti, seleniti, telluriti, iodati)" e nella sottoclasse "4.D Metallo:Ossigeno = 1:2 e simili"; questa è ulteriormente suddivisa in base alla dimensione dei cationi coinvolti e alla struttura cristallina, in modo che il minerale possa essere trovato nella sezione "4.DK Con cationi di grande dimensione (± cationi di media dimensione); strutture a tubo" dove forma il sistema nº 4.DK.05 insieme ad ankangite (non più riconosciuta dall'IMA perché identica alla mannardite), henrymeyerite, manjiroite, mannardite, redledgeite, ferrihollandite, hollandite, priderite e akaganeite.
Questa classificazione viene mantenuta anche nell'edizione successiva, proseguita dal database "mindat.org" e chiamata anche Classificazione Strunz-mindat, seppur con una piccola variazione nella suddivisione, poiché in minerale si trova qui nella sezione nº 4.DK.05a, che occupa insieme a criptomelano, hollandite a manjiroite.
La classificazione dei minerali secondo Dana, utilizzata principalmente nel mondo anglosassone, classifica la coronadite nella classe degli "ossidi e idrossidi" e lì nella sottoclasse degli "ossidi multipli"; qui forma il "gruppo del criptomelano" con hollandite, criptomelano, manjiroite, stronziomelano e henrymeyerite con il sistema nº 7.9.1.

## Abito cristallino
La coronadite cristallizza nel sistema monoclino nel gruppo spaziale I2/m (gruppo nº 12, posizione 3) con i parametri del reticolo a = 9,938 Å, b = 2,8678 Å e c = 9,834 Å così come una unità di formula per cella unitaria. La struttura cristallina della coronadite è paragonabile a quella dell'hollandite.

## Proprietà

### Proprietà chimiche
Coronadite, altamente solubile negli acidi. Inoltre, il minerale può contenere tracce di ossido di alluminio, biossido di silicio, ossido ferrico e ossido rameico. A seconda del luogo in cui è stato trovato, le miscele sono più o meno pronunciate.

### Proprietà fisiche
La coronadite ha un pleocroismo pronunciato; appare dal marrone scuro al grigio.

## Origine e giacitura
La coronadite si verifica spesso nella paragenesi con hollandite, pirolusite e altri minerali di manganese.
La coronadite può essere trovata in circa 200 località e la sua località tipo è il pozzo "Horse-Shoe" nella miniera di Coronado in Arizona (Stati Uniti).
In Italia la coronadite è stata trovata in diversi siti. Solo per citarne alcuni: Campagnano di Roma (Lazio); in Valsassina (Lombardia); a Valdieri, Lessolo e Traversella (Piemonte); a Gadoni (Sardegna); a Frassilongo (Trentino-Alto Adige); sul Monte Argentario (Toscana).
In Germaniala coronadite è stata rinvenuta nel Baden-Württemberg: nella Foresta Nera (Gengenbach, Titisee-Neustadt e Wolfach), così come nei monti Kaiserstuhl a Bötzingen e nel Kraichgau a Bruchsal. In Baviera, c'è un sito nell'Alto Palatinato a Freihung. In Bassa Sassonia, la coronadite è stata trovata a Clausthal-Zellerfeld nelle montagne dell'Harz. Nella Renania Settentrionale-Vestfalia c'è un sito a Engelskirchen nel Bergisches Land; a Eiserfeld e Neunkirchen nel Siegerland. In Renania-Palatinato c'è un sito a Hunsrück, uno nella Lahntal e uno nel Westerwald. In Sassonia è stata trovata a Callenberg.
In Austria la coronadite è stata trovata nel Tirolo Orientale, a Kals am Großglockner, mentre in Svizzera è stata trovata nel Canton Vallese, nella valle di Binn.
Molti altri siti sono sparsi per il mondo.

## Forma in cui si presenta in natura
Il minerale forma aggregati fibrosi a forma di acino. Il minerale ha colore nero o grigio scuro mentre il colore del suo striscio è nero brunastro.